# Fjeldeventyret
Fjeldeventyret er en norsk film fra 1927 bygget på Henrik Anker Bjerregaards og Waldemar Thranes syngespil med samme navn fra 1824. Filmen er en romantisk drama. Den er instrueret af Leif Sinding.

## Handling
Mons Østmoe ønsker at gøre karriere sådan at han kan gifte sig med lensmandens datter Marie og blive landsbyens nye lensmand. Ved en fejltagelse arresterer han tre studenter i den tro at de er nogen eftersøgte røvere. De tre studenter overgiver sig i håb om at retssagen kan blive en lille komedie. Det viser sig at en af de arresterede Albek, er Maries hemmelige forlovede, og for at undgå en skandale lader lensmanden Albek gifte sig med datteren. Mons må dermed tage sig til takke med lensmandens søsters datter, men hun bliver ligestillet med datteren sådan at lensmandensjobbet alligevel bliver i familien.

## Medvirkende
- Ulf Selmer - Østmoe, lensmanden
- Henny Geermann - Marie Østmoe, lensmandens datter
- Anna-Brita Ryding - Ragnhild, lensmandens niece
- Josef Sjøgren - Mons Østmoe
- Haakon Hjelde - Wilhelm, student
- Per Kvist - Ole Finberg, student
- Henry Gleditsch - Hansen, student
- Ellen Sinding - Aagot, bjergpige
- David Knudsen
- Sæbjørn Buttedahl - Jon
- Arthur Barking - Ole Sørbraaten
- Jakob Amundsen - Mads